# 20. rocznica wymarszu Pierwszej Kompanii Kadrowej Legionów (monety)
20. rocznica wymarszu Pierwszej Kompanii Kadrowej Legionów – dwie monety okolicznościowe i trzy próbne (w tym jedna w postaci kwadratowej klipy), o identycznych motywach awersu i rewersu, nominałach 5 złotych (okolicznościowa i próbna) oraz 10 złotych (okolicznościowa, próbna oraz klipa), bite w srebrze z datą 1934. Próbne 5- i 10-złotówki były również bite w brązie. Na rewersie umieszczono lewy profil marszałka Józefa Piłsudskiego, u dołu, z lewej strony, poniżej brody, znak mennicy w Warszawie, z prawej strony data 1934, a wzdłuż obrzeża pod profilem słabo widoczne, niemal nieczytelne nazwisko projektanta. Na awersie znajduje się orzeł legionowy wzorowany na orzełkach z czapek legionistów z 1914 roku, otoczony napisem: „RZECZPOSPOLITA POLSKA”, a na dole nominał.

Monety 20. rocznica wymarszu Pierwszej Kompanii Kadrowej Legionów
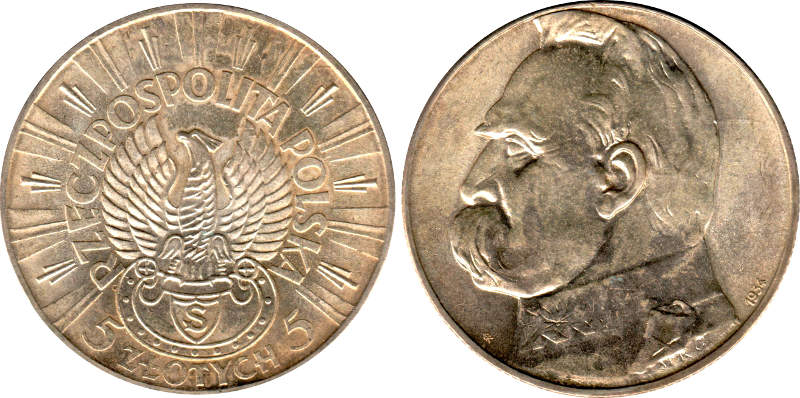
Obiegowe 5 złotych
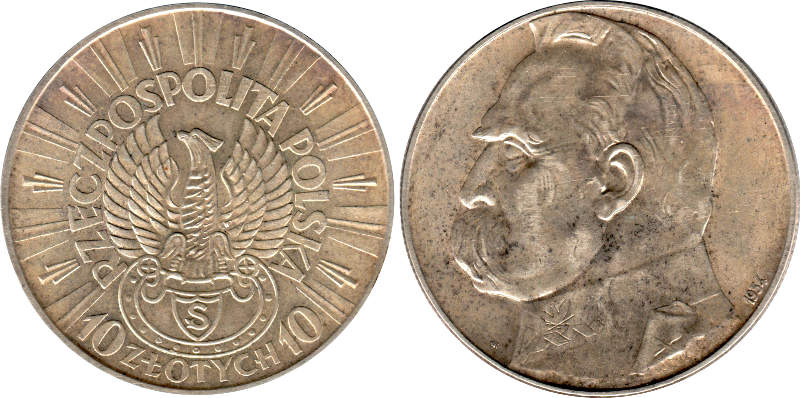
Obiegowe 10 złotych
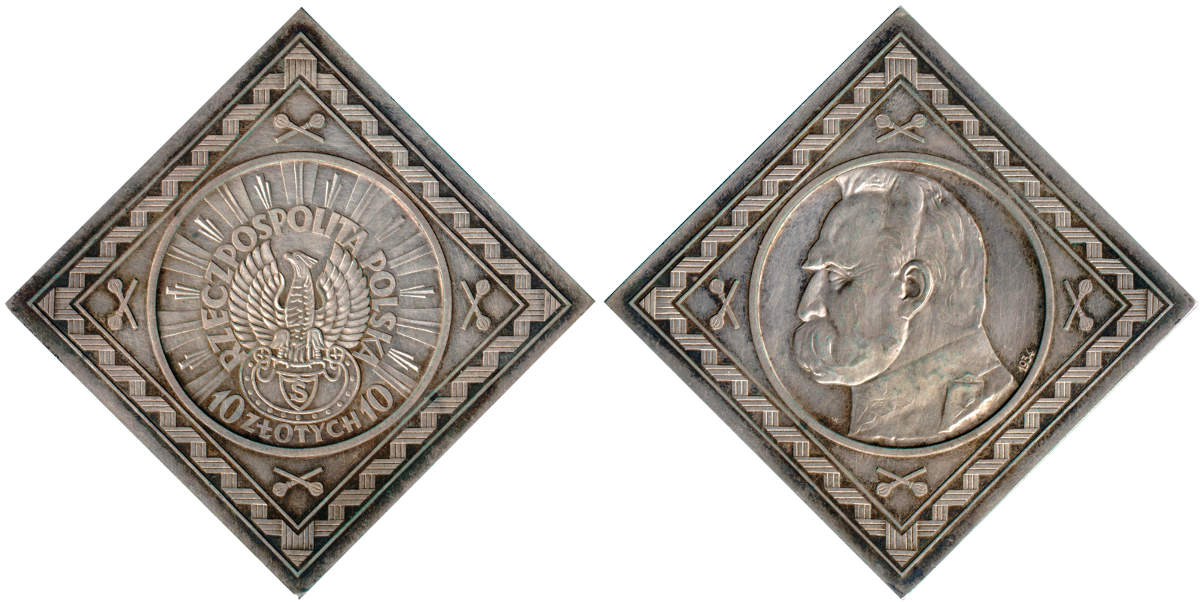
Klipa
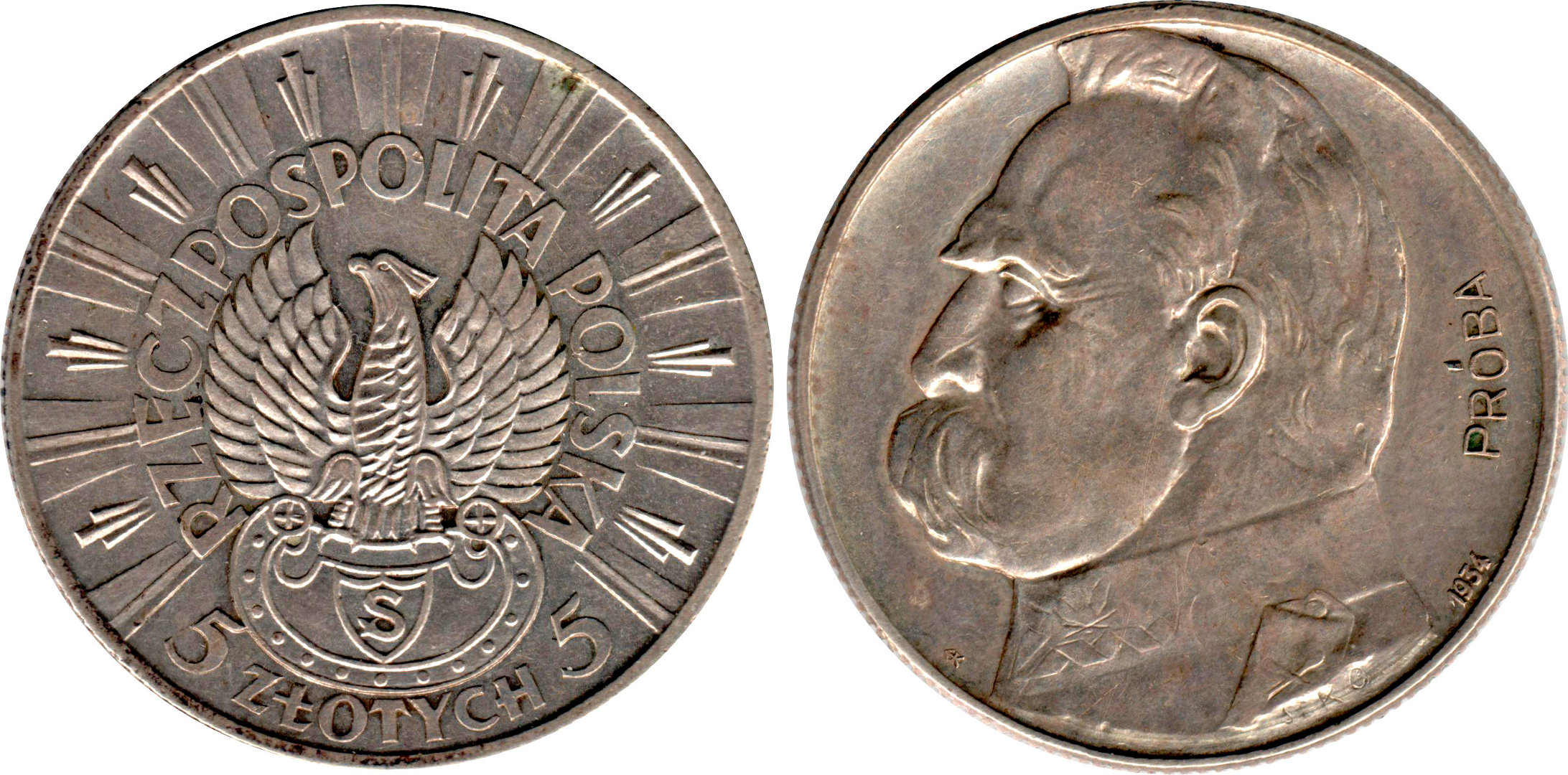
Próbne 5 złotych wybite w srebrze
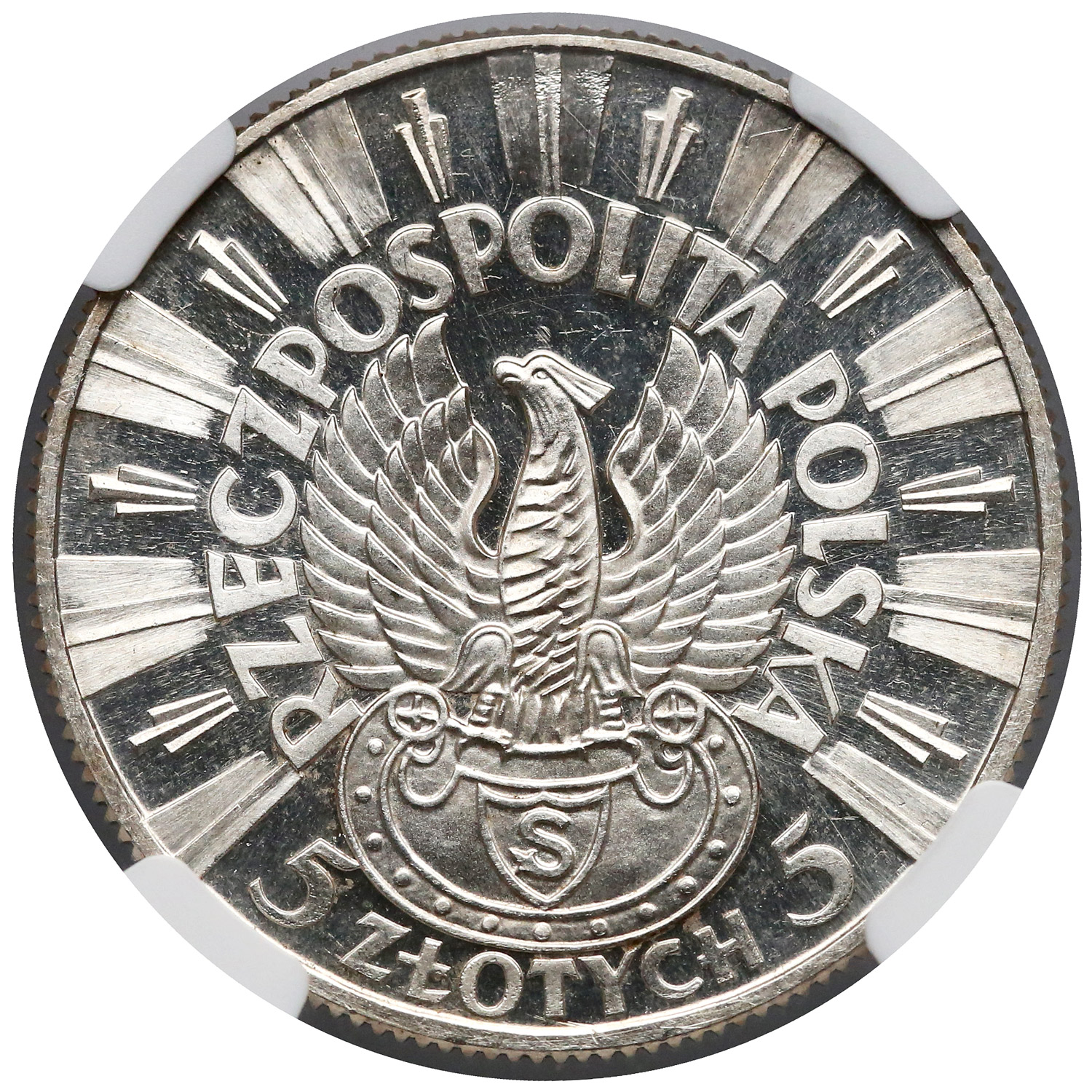
Próbne 5 złotych wybite w srebrze stemplem lustrzanym awers
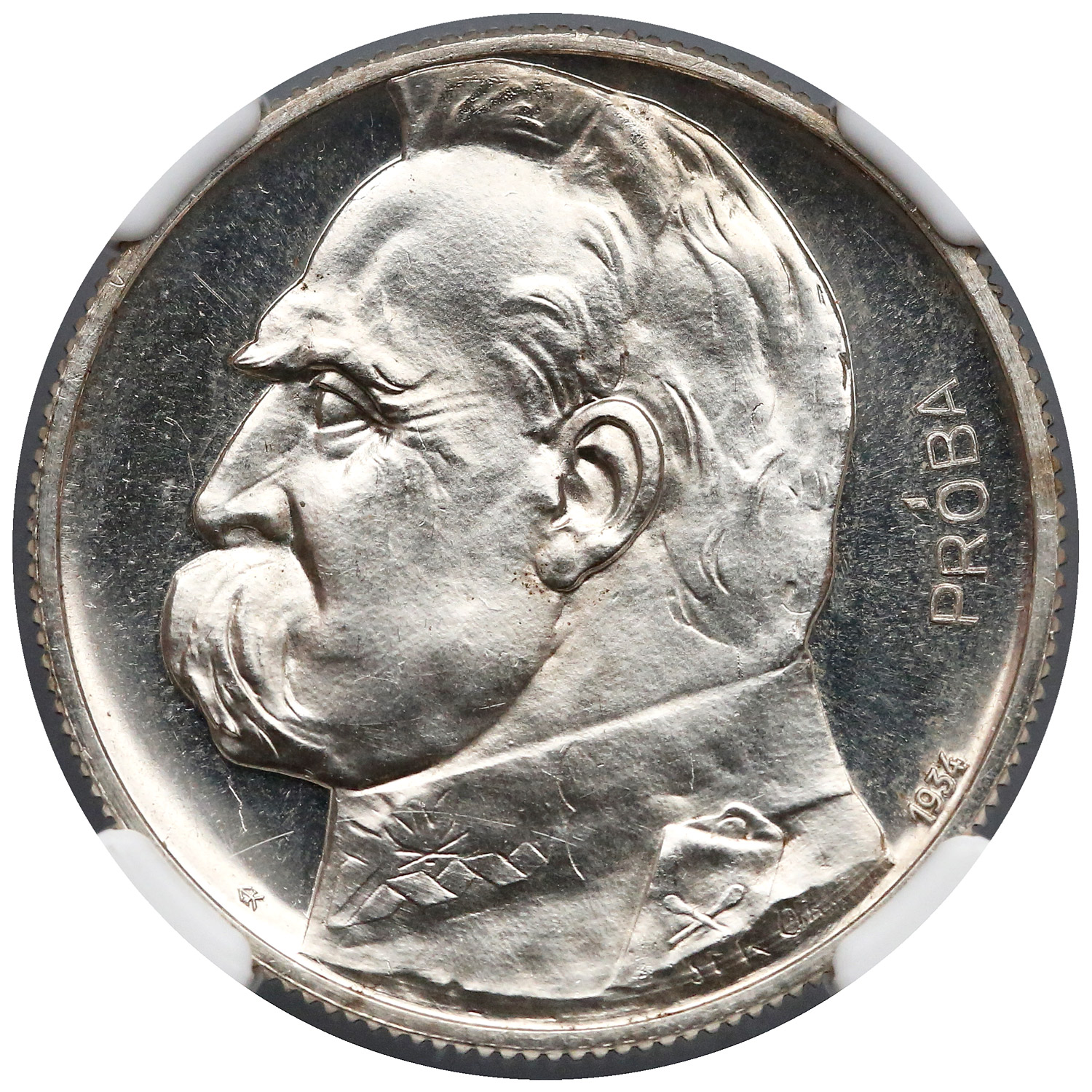
Próbne 5 złotych wybite w srebrze stemplem lustrzanym rewers
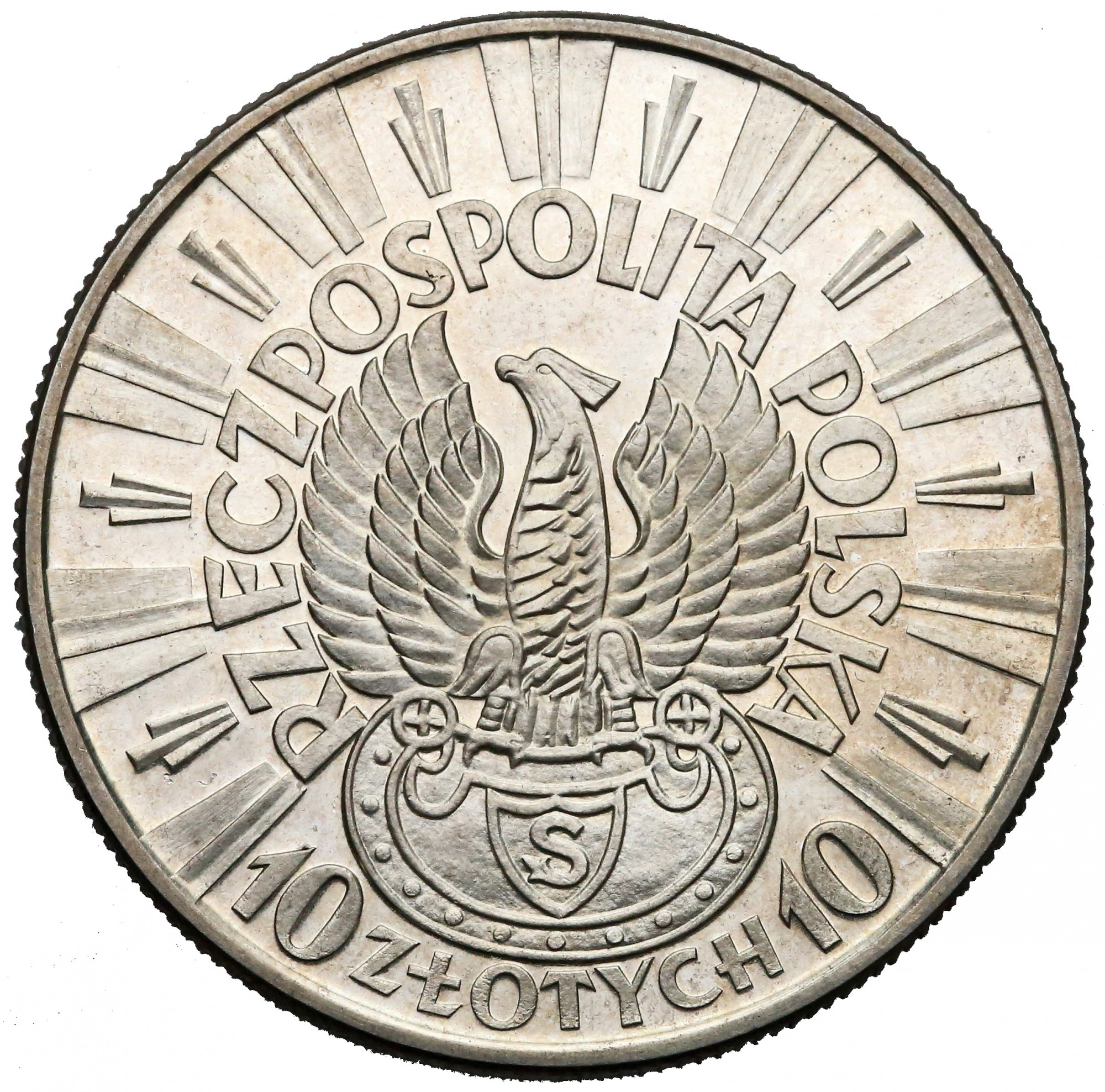
Próbne 10 złotych wybite w srebrze awers
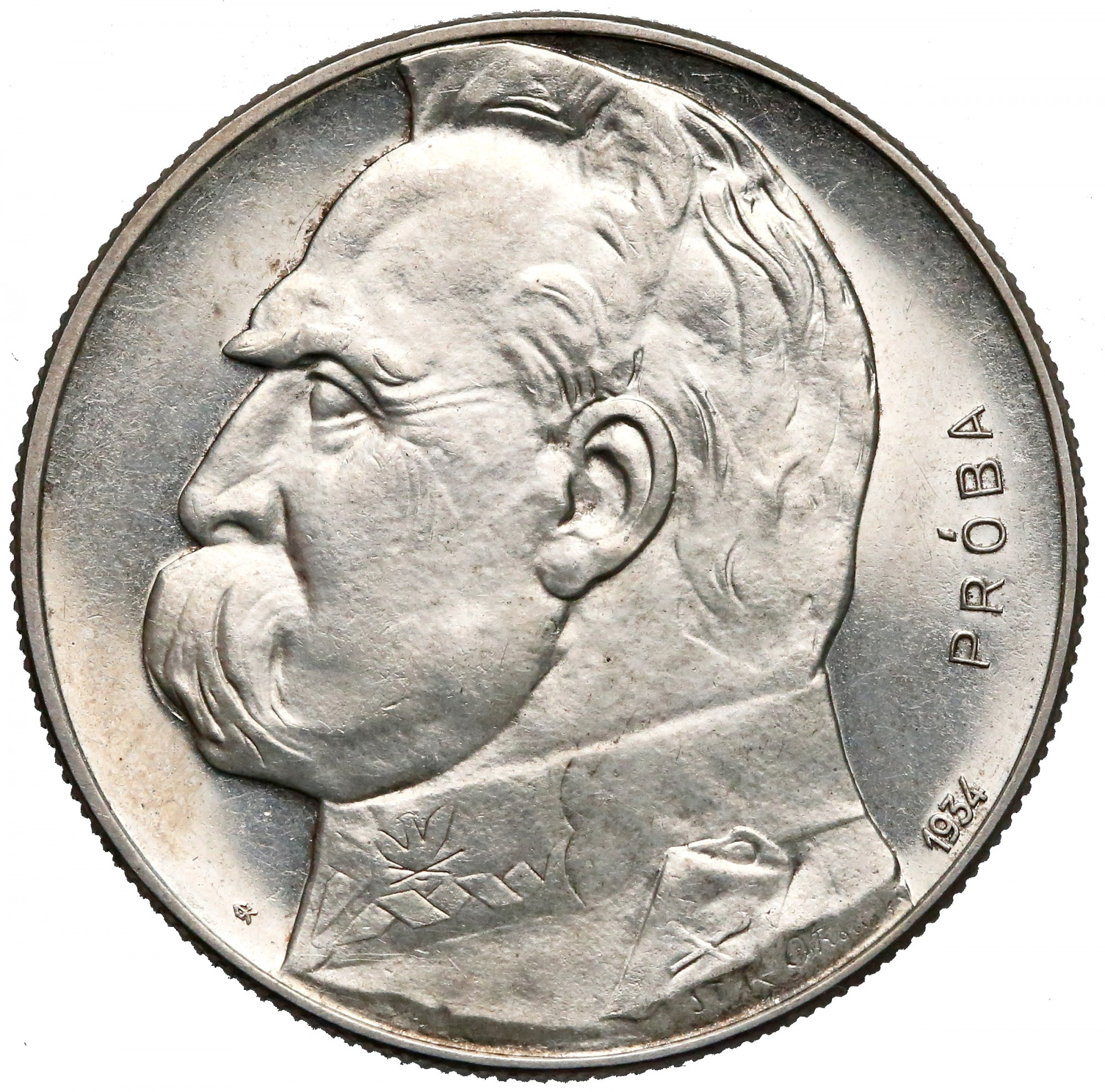
Próbne 10 złotych wybite w srebrze rewers
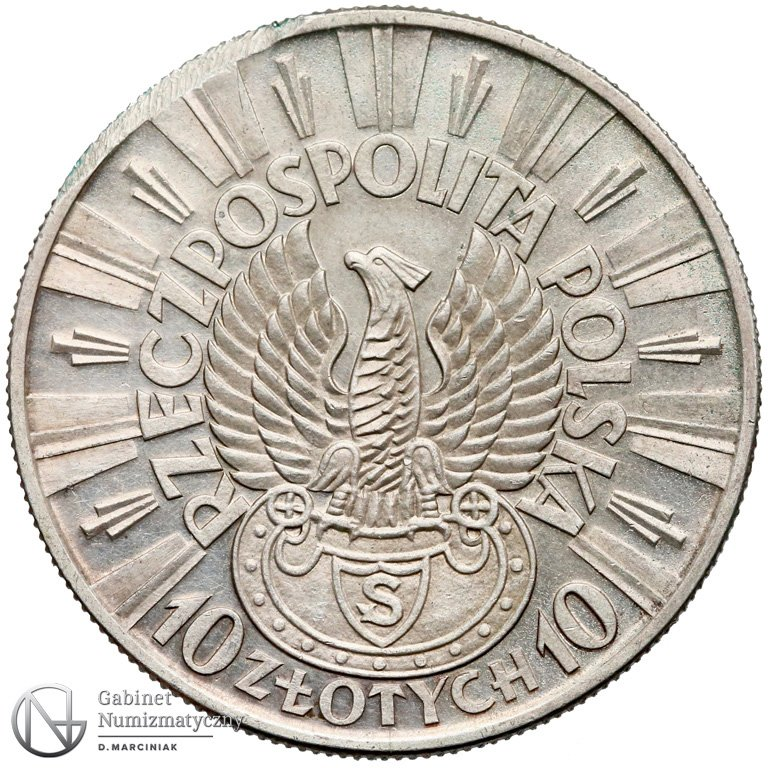
Próbne 10 złotych wybite w srebrze stemplem lustrzany awers
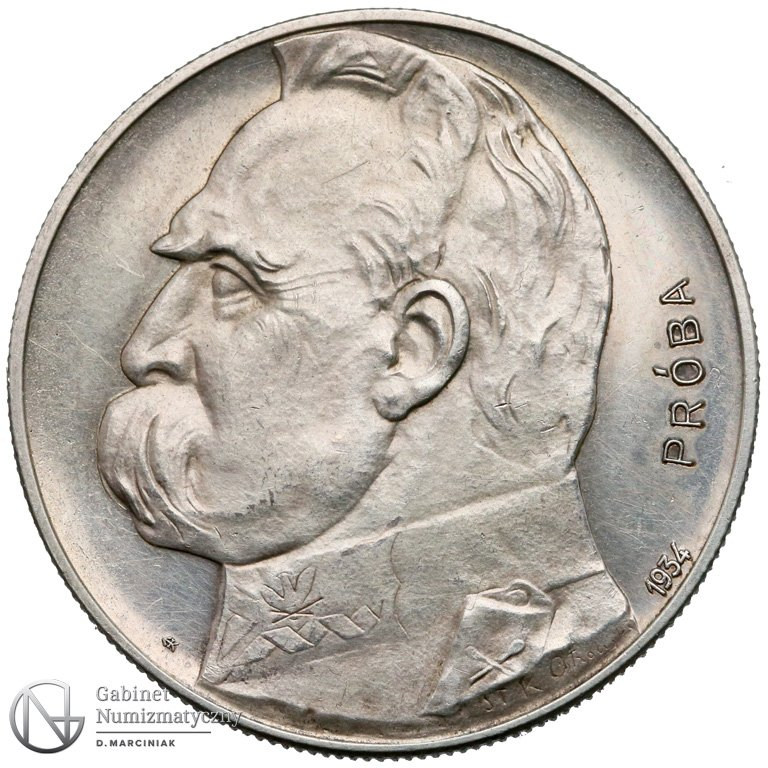
Próbne 10 złotych wybite w srebrze stemplem lustrzany rewers